# Кирари
Кирари (јап. きらりん☆レボリューション; енгл. Kirarin Revolution) је манга коју је написала и илустровала Ан Накахара. Серијализовала се од 2004. до 2009. године у јапанској манга ревији Ciao, као и часопису Pucchigumi у коме су се 2006. године објављивале споредне приче. Манга је продата у преко десет милиона примерака, због чега је 2006. године освојила Шогакуканову награду за најбољу дечју мангу.
Манга је адаптирана у аниме серију која се у Јапану емитовала од 7. априла 2006. до 28 марта 2008. године, са укупно 102 епизоде. У Србији, синхронизовано је првих 49 епизода, узимајући француску верзију за основу. Синхронизацију је радио студио Лаудворкс, и серија је емитована 2012. године на Ултри. Серијал је претходно емитован титлован на Хепију 2009. године.
Аниме серија је добила наставак под називом Kirarin Revolution Stage 3 који се у Јапану емитовао од 8. априла 2008. до 27. марта 2009. године, са укупно 51 епизодом.

## Радња
Серија прати тинејџерку звану Кирари Цукишима која је опседнута храном. Једног дана спашава корњачу чији јој власник, дечак звани Сеиђи, у знак захвалности даје карту за концерт. Кирари одлази на концерт, али јој дечак звани Хирото Казама цепа карту и говори да се клони Сеиђија јер није део „њиховог света“. Кирари сазнаје да су њих двојица чланови идол групе, те одлучује да постане идол. Међутим, свет идола је много компликованији него што је очекивала.

## Франшиза

### Манга
Мангу Kirarin Revolution написала је и илустровала Ан Накахара. Наслов се објављивао у јапанској манга ревији Ciao од мартовског издања 2004, до јунског издања 2009. године. Поглавља су сакупљена у 14 танкобона; први је изашао 28. августа 2004, а последњи 24. јула 2009. године. Накахара је напослетку хтела да Хиротово презиме буде Цукишима, а да се Кирари зове Кономи Хазуки, али је одустала од те идеје.

### Аниме
Манга је 2006. године адаптирана у аниме серију насталу у продукцији студија SynergySP и G&G Entertainment. Оригинално се емитовала од 7. априла 2006. до 27. марта 2008. године на јапанском каналу TV Tokyo, са укупно 102 епизоде. Серија је требало да се емитује само једну годину, али због популарности је продужена за још две. У Србији, синхронизовано је првих 49 епизода, емитованих на каналима Ултра и Хепи 2012. године. За основу је узета француска верзија и синхронизацију је радио студио Лаудворкс. 
Друга сезона, под називом Kirarin Revolution Stage 3, емитовала се од 8. априла 2008. до 27. марта 2009. године на каналу TV Tokyo и имала је 51 епизоду. Анимацију су радили SynergySP и SimImage, и за разлику од прошле сезоне, ова је била 3Д и у ХД формату. 

#### Српска синхронизација
- Превод текста: Слободан Алексић
- Синхронизација: Ђурђица Вали
- Обрада звука: Ивана Александровић

| Улога                                                   | Српски глас                     |
| ------------------------------------------------------- | ------------------------------- |
| Кирари Цукишима                                         | Александра Ширкић               |
| Хирото Казама                                           | Милан Тубић                     |
| Сеиђи Хиватари                                          | Жељко Максимовић                |
| Ерина Огура (говор и вокал), Аои Кирисава, Касуми Кумои | Јелена Стојиљковић              |
| Сајака, бака, Каори Хигашијама                          | Ивана Вукчевић                  |
| Мураниши, Сукишима Субару                               | Милош Ђуричић                   |
| Амамија Араши                                           | Ненад Стојменовић               |
| Фубуки Тодо, Акане Минами                               | Мариана Аранђеловић             |
| Уводна и одјавна шпица, женски вокали (сем Ерине)       | Александра Бијелић Аксентијевић |

### Играна серија
Краткометражна играна серија овог наслова емитовала се од 23. априла 2007. до 26. јануара 2009. године на дечјем јутарњем програму Oha Suta. 

### Видео игрице
Компанија Конами је произвела шест видео игрица овог наслова које су продате у преко 650 000 примерака.
| Наслов                                                            | Конзола | Датум издања                                        | Издавач |
| ----------------------------------------------------------------- | ------- | --------------------------------------------------- | ------- |
| (きらりん☆レボリューション きらきらアイドルオーディション)        |         | Јапан: 10. август 2006.                             | Конами  |
| (きらりん☆レボリューション なーさんといっしょ)                    |         | Јапан: 7. децембар 2006. Француска: 29. април 2010. | Конами  |
| [ а ]                                                             |         | Јапан: 12. јул 2007. Европа: 4. новембар 2010.      | Конами  |
| (きらりん☆レボリューション つくってみせちゃお! キメ☆きらステージ) |         | Јапан: 13. децембар 2007.                           | Конами  |
| (きらりん☆レボリューション みんなでおどろうフリフリデビュー!)     |         | Јапан: 24. јул 2008.                                | Конами  |
| (きらりん☆レボリューション あつめてチェンジ!クルキラ★コーデ)      |         | Јапан: 20. децембар 2008.                           | Конами  |

### Картице на размењивање
Компанија Атлус је произвела картице на размењивање које су ишле уз аркадне игре овог наслова. Продавале су се од 28. новембра 2006. до јула 2009. године. Картице су продаване у виду два сета, које су заједно продате у преко 50 милиона примерака.

## Пријем
Манга је продата у преко 10 милиона копија, због чега је 2006. године освојила Шогакуканову награду за најбољу дечју мангу.
Компанија Орикон сматра да је Кохару Кусуми, Кирарина јапанска гласовна глумица, била једна од првих „тумача идола“. Многи су коментарисали сличности између Кирари и Кусуми, како у годинама и каријери, те поистоветили глумицу са аниме ликом. Аниме је децембра 2007. године имао просечну гледаност од 2.6%, а Кусуми је додељено 17. место на списку топ 50 гласовних глумаца.
Карло Сантос (Anime News Network) је у својој рецензији за први том написао да је манга ведра и лепо нацртана; уз коментар да се људи који не подржавају идол индустрију клоне манге јер приказује идолство на позитиван начин. Писајући за исти сајт, Линзи Ловриџ је приметила да урпкос популарности, манга брзо отишла у заборав; заузимајући шесто место на списку „Шест заборављених идола“.

## Белешке
1. ↑  У Јапану објављено под називом Kirarin Revolution: Mezase! Idol Queen (きらりん☆レボリューション めざせ!アイドルクイーン).[10][11]

## Спољашњи извори
- Званични сајт (језик: јапански)
- Одељак о серији на сајту канала ТВ Токио (језик: јапански)
- Кирари (манга) на енциклопедији сајта  (језик: енглески)
- Кирари (аниме) на енциклопедији сајта  (језик: енглески)
- Одељак о игрицама на сајту компаније Конами (језик: јапански)